# 西福克 (密蘇里州)
西福克（英語：West Fork）是位於美國密蘇里州雷諾茲縣的非建制地區。

## 歷史
西福克的郵局於1954年停運。

## 地理
西福克所處的海拔為高於海平面277米（即909英呎），而該地所採用的時區為UTC-6，即北美中部時區（CST）。同時該地設有夏令時間，為UTC-6調快一小時，即UTC-5（CDT）。